# Koma Civakên Kurdistanê
Pour les articles homonymes, voir KCK et KKK.

Drapeau du KCK.

La Koma Civakên Kurdistanê (KCK, « Union des communautés du Kurdistan » ; anciennement, Koma Komalên Kurdistan ou KKK) est une organisation faîtière rassemblant plusieurs organisations kurdes au niveau international. En sont membres le Parti des travailleurs du Kurdistan de Turquie, le Parti pour une vie libre au Kurdistan d'Iran, le Parti de l'union démocratique de Syrie et le Parti de la solution démocratique du Kurdistan d'Irak.
Son objectif est de rassembler sous un même toit, en dehors des structures étatiques, tous les partis, organisations, associations et groupes sociaux du Kurdistan, suivant les principes théoriques du confédéralisme démocratique, énoncés et développés par Abdullah Öcalan à partir de 2005.

## Histoire
En juin 2005, pour répondre à l'appel d'Abdullah Öcalan, est fondée la Koma Komalên Kurdistan (KKK).
En juin 2007, la KKK se transforme en Koma Civakên Kurdistan.

## Structures

### Composition
Le Koma Civakên Kurdistan a pour but de réunir toutes les formes de groupes sociaux du Kurdistan sous un même toit, des partis politiques aux associations sportives, en passant par les différents groupes religieux. Il se base sur une large forme pyramidale, partant du plus petit échelon local jusqu'à l'ensemble du Kurdistan. La structuration passe ainsi des assemblées de villages, de voisinage et de quartiers, aux assemblées urbaines, puis aux assemblées régionales et ainsi de suite, jusqu'au Congrès du peuple,.
Les structures et organes du KCK sont répartis est en cinq domaines principaux : le centre idéologique, le front social, le front politique, le front militaire et le front économique.
Le Parti des travailleurs du Kurdistan (PKK, actif en Turquie), entouré d'une série de comités de travail, constitue le centre idéologique. Le front politique est constitué par les partis politiques, comme le Parti pour une vie libre au Kurdistan (PJAK), actif en Iran), le Parti de l'union démocratique (PYD, actif en Syrie), le Parti de la solution démocratique du Kurdistan (PÇDK, actif en Irak) ainsi que d'autres organisations de la société civile.
Le front militaire est constitué par les Forces de défense du peuple (HPG, en Turquie) et par les Unités de protection du peuple (YPG, en Syrie).

### Assemblée représentative et législative
La structure possède une sorte de parlement, au sein duquel toutes les organisations et associations membres sont représentées : le Kongra Gelê Kurdistan, (KONGRA-GEL, « Congrès du peuple »), composé de 300 membres.

### Direction exécutive
La structure est dirigée par un Conseil exécutif formé de douze membres. En parallèle existe un Conseil exécutif féminin, le Koma Jinen Bilind (KJB, « Comité suprême des femmes »).
De 2010 à 2013, le président du Conseil exécutif du KCK est Murat Karayılan. En 2013, la présidence passe à un système de co-présidence, assurée par Cemil Bayık et Bese Hozat.

### Judiciaire
Le KCK possède aussi une structure judiciaire, sur trois niveaux, qui a pour but de développer une « justice démocratique ». Ce sont les Cours populaires, les Cours suprêmes militaires et les Cours administratives.

### Membres connus du Conseil exécutif
Le Conseil exécutif est composé de douze membres. La plupart d'entre eux sont des militants « historiques » du mouvement national kurde et du Parti des travailleurs du Kurdistan, comme Murat Karayılan, Cemil Bayık, Duran Kalkan, Diyar Xerîb (décédé en 2019), Ali Haydar Kaytan, Hüliya Oran (« Besê Hozat »), Sozdar Avesta, Sabrî Ok, Mustafa Karasu, Zekî Șengalî (décédé en 2018)ou Bozan Tekin.

### Europe
La dénomination de KCK n'a pas de représentation en Europe. Les activités des organisations du mouvement dans les pays européens sont coordonnés depuis 2004 par un comité exécutif du nom de CDK (Civata Demokratîk a Kurdistan, ou Koordînasyona Civaka Demokratîk a Kurdistan, Coordination démocratique de la société du Kurdistan). Elle a remplacé la Yekîtiya Demokratîk a Gelê Kurd (YDK, Union démocratique du peuple kurde), qui avait elle-même pris la relève de l'ERNK sur le théâtre européen en 2000.

## Répression
Malgré différents recours, arguant notamment du fait que le PKK ne constitue qu'une partie du système du KCK, la Cour suprême de la République turque a rendu plusieurs verdicts affirmant que le KCK est une « organisation terroriste » et une « forme de prolongement de l'organisation terroriste PKK ».
L'organisation est classée comme " terroriste "  par la Turquie, la France et l'UE qui la considère comme la « branche urbaine du PKK », une structure civile d'aide à la guérilla, et la Turquie a lancé depuis avril 2009 une campagne d' arrestations massives des milieux du KCK. D'avril 2009 à octobre 2011, 7 748 personnes ont été arrêtées dans ce cadre. Pour les autorités turques, c'est le signe de la ramification du réseau ;  pour les représentants kurdes du parti autorisé BDP, c'est une rafle destinée à mettre au pas des étudiants et des intellectuels dont la voix est dissonante. Le 2 juillet 2012 commence le procès de 193 accusés de la branche stambouliote du KCK, dont des intellectuels turcs comme Ragip Zarakolu ou Büsra Ersanli.